# Linda Traber
Linda Traber (* 1971 in Dorsten) ist eine deutsche Reality-TV-Teilnehmerin und Sängerin. Sie wurde bekannt durch ihre Teilnahme an der zweiten Staffel der Fernsehshow Big Brother und nahm anschließend mehrere erfolgreiche Singles auf.

## Leben
Linda Traber wuchs in einer Artistenfamilie auf. Ihr Bruder Pee Traber tritt als Musiker auf und war in verschiedenen Bands. Die sehr musikalische Familie gründete sogar eine Art Familienband, die Traber Family, die jedoch nur auf ein paar Auftritte in der näheren Umgebung kam. 1995, im Alter von 24 Jahren, nahm Linda Traber als Sängerin das Trance-Lied Hold Me unter dem Projektnamen In-Motion auf, das jedoch floppte.
2000 beteiligte sie sich an der zweiten Staffel der deutschen Version von Big Brother. Sie kam als Nachzüglerin nach neun Wochen ins Haus und blieb insgesamt 35 Tage, bis sie herausgewählt wurde. Es folgte eine Single mit der Eurodance-Band Magic Vision. Anschließend wurde die In-Motion-Single neu aufgelegt, die Platz 80 der deutschen Singlecharts erreichte. Danach nahm sie die beiden Singles I'm Free und Don’t Stop Movin’ auf. I’m Free platzierte sich auf Platz 75. Mit ihrer zweiten Single beteiligte sie sich an der Stars on Tour, bei der andere Teilnehmer von Big Brother sowie Schauspieler aus Fernsehserien wie Unter uns und Lindenstraße zu sehen waren, die sich als Sänger versuchten.
Sie gründete zusammen mit Karim Laiquddin das Pop-Duo Linda, von dem bisher nur der Song Zum Mond erschienen ist.

## Diskografie
- 1995: Hold Me (als Teil von In-Motion, Lost Paradise; Neuauflage 2001 über Soundtraxx Music Production)
- 2000: You’re Breaking My Heart (Magic Vision feat. Linda, Shift Music)
- 2001: I’m Free (RCA, BMG, Endemol Entertainment)
- 2002: Don’t Stop Movin’ (ZYX Music)